# 中国科学院深圳先进技术研究院

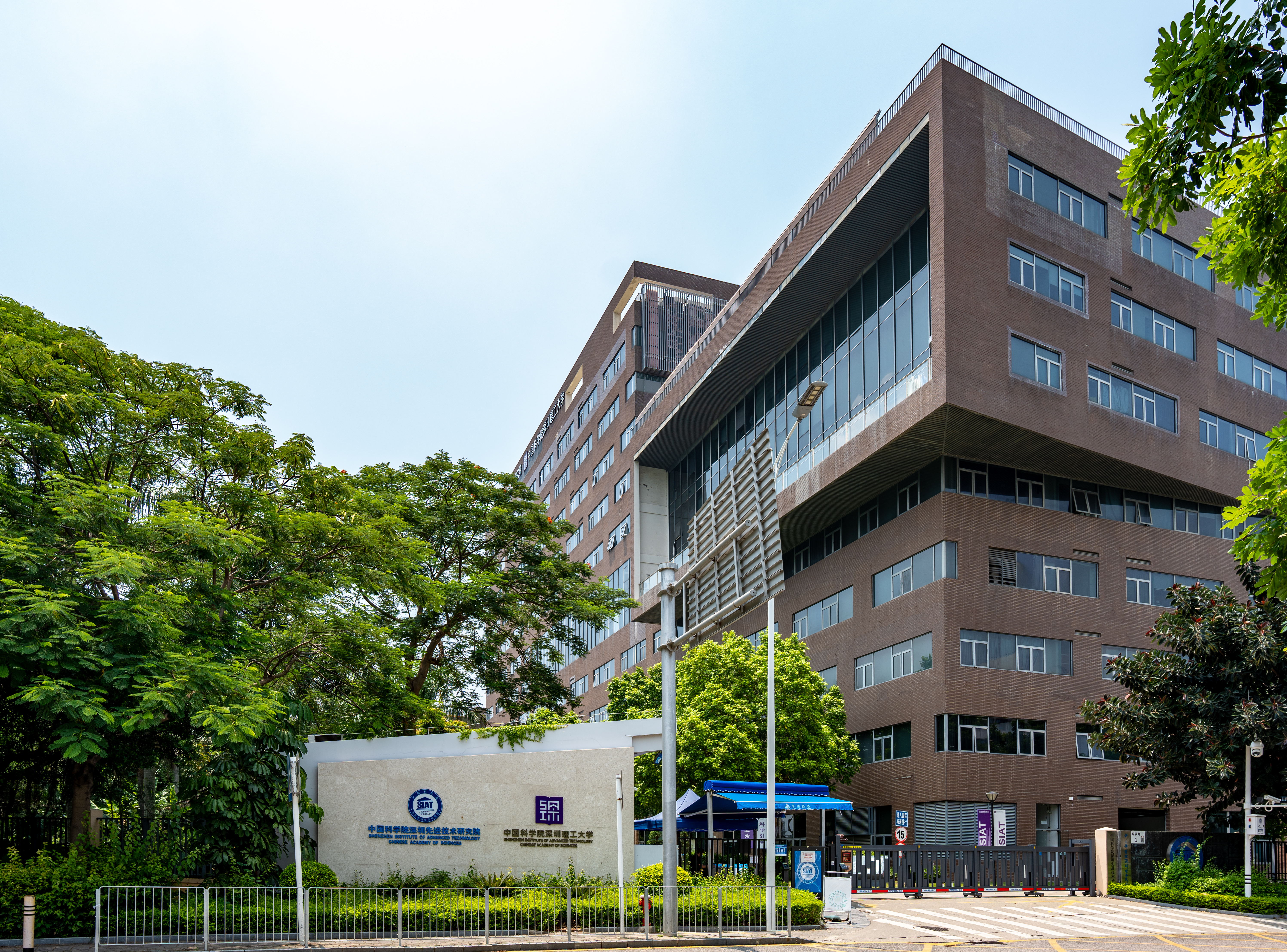
中国科学院深圳先进技术研究院东南门

中国科学院深圳先进技术研究院，简称深圳先进院，位于中國广东省深圳市南山区深圳大学城、光明区光明科学城。成立于2006年，由中国科学院、深圳市人民政府及香港中文大学三方共建。

## 历史沿革
2006年9月，中国科学院深圳先进技术研究院成立。
2009年5月，中科院深圳先进院入驻深圳大学城；12月，中科院深圳先进院通过中国科学院和深圳市的正式验收。
2010年1月，中科院深圳先进院召开第一届理事会。
2013年6月，中国科学院大学第一所专业学院中国科学院大学深圳先进技术学院成立。
2018年11月，深圳市人民政府与中国科学院签署协议，依托中科院深圳先进院共建中国科学院深圳理工大学（今深圳理工大学）。

## 下设机构

### 科研机构
- 先进集成技术研究所
- 生物医学与健康工程研究所
- 先进计算与数字工程研究所
- 生物医药与技术研究所
- 广州中国科学院先进技术研究所
- 脑认知与脑疾病研究所
- 前瞻性科学与技术中心
- 合成生物学研究所
- 先进材料科学与工程研究所
- 碳中和技术研究所

### 创新平台
- 深港脑科学创新研究院
- 深圳合成生物学创新研究院
- 深圳先进电子材料国际创新研究院

## 附属机构
- 中国科学院深圳先进技术研究院实验学校：位于深圳市南山区与福田区交界处，为36个班九年一贯制公办学校，于2016年3月创办。
- 中科硅谷幼儿园：位于深圳市南山区大学城社区，于2015年9月开学。